# گژمسواو
گژمسواو (به لهستانی:  Grzymysław) یک روستا در لهستان است که در گمینا شرم واقع شده‌است.
 گژمسواو  ۲۱۰ نفر جمعیت دارد و ۸۰ متر بالاتر از سطح دریا واقع شده‌است.